# 카드리유

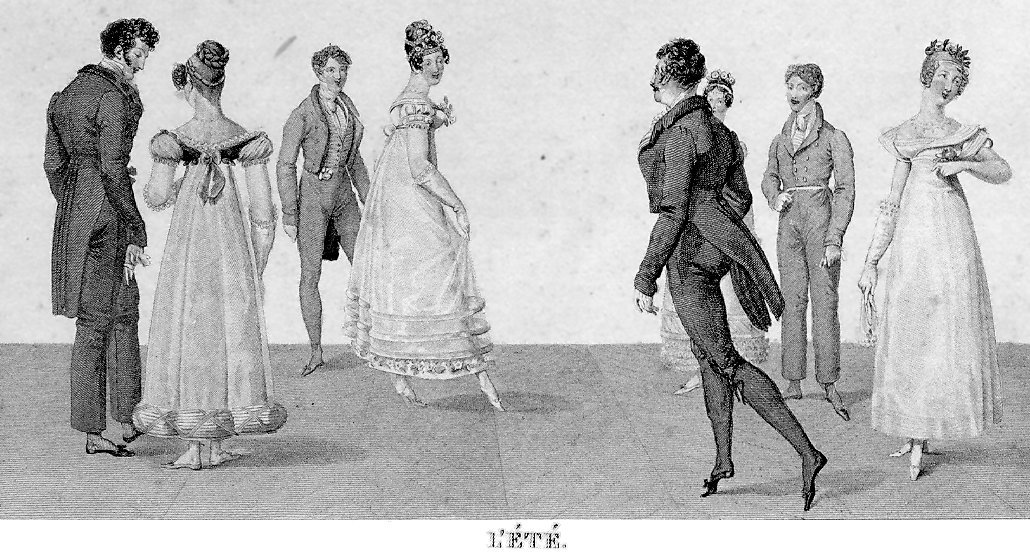
카드리유

카드리유(프랑스어: Quadrille)는 역사적인 춤으로, 4쌍의 남녀 커플이 춘다. 전통적인 스퀘어댄스의 선구이다.

## 같이 보기
- 콘트라단자
- 스퀘어댄스